# 比羅坂日菜子がエロかわいいことを俺だけが知っている。
『比羅坂日菜子がエロかわいいことを俺だけが知っている。』（ひらさかひなこがエロかわいいことをおれだけがしっている。）は、紺矢ユキオの日本の漫画作品。『月刊コミック電撃大王』（KADOKAWA）にて、2019年6月号から2023年2月号まで連載。2020年3月26日には、単行本第2巻の発売を記念したフルボイスムービーが公開された。

## あらすじ
8年前、仲睦まじく両想いだった小学生の広瀬央樹と比羅坂日菜子は、祭りの最中に魔女と出会った。魔女は時間を停止させ、ある約束を二人と交わした。魔女の存在と約束の内容は互いに伝え合うことなく、二人は高校生となった。ある日、魔女が突如として出現し、ある賭けを始めた。魔女のその賭けにより、クラスでは犬猿の仲とされる二人は再び相思相愛の関係へと発展する。文化祭前に学長の洋館を訪問した二人だったが、そこで魔女の計画が実行されつつあったが二人は知るよしもなかったのだった。

## 主な登場人物
比羅坂日菜子（ひらさか ひなこ）
声 - 田澤茉純（フルボイスムービー）
本作のメインヒロイン。央樹の幼馴染。想像力が豊かな文武両道の女子高校生で、幼少期から常に央樹に好意を抱いており、央樹のことを「おうきちゃん」と言う。8年前、央樹を魔女から守るべく一つの約束を交わした。
広瀬央樹（ひろせ おうき）
声 - 熊谷健太郎（フルボイスムービー）
日菜子の幼馴染の男子高校生。幼少期から常に日菜子に好意を抱いており、日菜子と同様に魔女から日菜子を守るべく魔女と約束した。
魔女
声 - 高橋未奈美（フルボイスムービー）
突如現れ、央樹と日菜子の将来の子供を自身の後継者として位置付けるべく央樹と日菜子に対して一つの約束を交わした。

## 書誌情報
- 紺矢ユキオ『比羅坂日菜子がエロかわいいことを俺だけが知っている。』KADOKAWA〈電撃コミックスNEXT〉、全7巻
  1. 2019年11月27日発売[書誌 1]、ISBN 978-4-04-912868-0
  2. 2020年3月27日発売[書誌 2]、ISBN 978-4-04-913109-3
  3. 2020年10月26日発売[書誌 3]、ISBN 978-4-04-913484-1
  4. 2021年7月27日発売[書誌 4]、ISBN 978-4-04-913893-1
  5. 2022年1月27日発売[書誌 5]、ISBN 978-4-04-914201-3
  6. 2022年11月25日発売[書誌 6]、ISBN 978-4-04-914716-2
  7. 2023年4月27日発売[書誌 7]、ISBN 978-4-04-914999-9

### 書誌出典
1. ↑  “紺矢ユキオ『比羅坂日菜子がエロかわいいことを俺だけが知っている。』1巻”. カドカワストア. 2020年9月9日閲覧。
2. ↑  “紺矢ユキオ『比羅坂日菜子がエロかわいいことを俺だけが知っている。』2巻”. カドカワストア. 2020年9月9日閲覧。
3. ↑  “紺矢ユキオ『比羅坂日菜子がエロかわいいことを俺だけが知っている。』3巻”. カドカワストア. 2020年10月26日閲覧。
4. ↑  “紺矢ユキオ『比羅坂日菜子がエロかわいいことを俺だけが知っている。』4巻”. カドカワストア. 2021年7月27日閲覧。
5. ↑  “紺矢ユキオ『比羅坂日菜子がエロかわいいことを俺だけが知っている。』5巻”. カドカワストア. 2022年1月27日閲覧。
6. ↑  “紺矢ユキオ『比羅坂日菜子がエロかわいいことを俺だけが知っている。』6巻”. カドカワストア. 2022年11月25日閲覧。
7. ↑  “紺矢ユキオ『比羅坂日菜子がエロかわいいことを俺だけが知っている。』7巻”. カドカワストア. 2023年4月27日閲覧。